# Véronique Schurman
Pour les articles homonymes, voir Schurman.
Véronique Schurman est une ancienne cycliste belge, née le 13 juin 1967 à Termonde.

## Palmarès sur route
- 1986
  - 2e de Tessenderlo
- 1987
  - 2e de Kalmthout
  - 2e de Westmalle
- 1991
  - 2e de Deerlijk
- 1992
  - GP Jong Maar Moedig
  - 2e de Le Bizet
  - 2e de Sint-Gillis-Waas
  - 2e de Avond van Zonnebeke
  - 3e du championnat de Belgique sur route

## Palmarès sur piste

### Championnats nationaux
- 1986
  - 3e de la poursuite
- 1988
  - 2e de la vitesse
  - 3e de la poursuite
- 1990
  - 3e de la poursuite
- 1991
  - 2e de l'omnium
  - 2e de la poursuite
- 1992
  - 2e de la poursuite
  - 3e de la course aux points
  - 3e de la vitesse
  - 3e de l'omnium